# Liberty BASIC
Либерти Бејзик (енгл. Liberty BASIC) је комерцијални програмски језик и интегрисано развојно окружење, које ради на 16-битним и 32-битним варијантама оперативног система Microsoft Windows и на оперативном систему OS/2.